# Надеждинський район
Надєждинський район (рос. Надеждинский район) — район Приморського краю. Адміністративний центр — село Вольно-Надєждинське.

## Історія
Надєждинський район утворений в 1937 році. З 1937 року по 26 лютого 1940 року райцентром було село Вольно-Надєждинське. З 26 лютого 1940 року до 12 січня 1944 року райцентром було село Тавричанка. З 12 січня 1944 року, коли село Роздольне з Ворошиловського (нині - Уссурійського) району був переданий у Владивостоцький район, по 1 червня 1953 року, центром стало селище Роздольне. З 1953 року по теперішній час адміністративним центром знову є село Вольно-Надєждинське.